# Kaiserin Auguste Victoria (Schiff)
Die Kaiserin Auguste Victoria war ein deutsches Dampfschiff der Reederei Esens-Bensersiel-Langeoog.

## Geschichte
Benannt wurde das 1896 auf der Seebeckwerft in Geestemünde gebaute Schiff nach der letzten deutschen Kaiserin Auguste Viktoria. Der Stapellauf fand am 9. Mai 1896 statt. Getauft wurde es von der Tochter des Werftinhabers mit dem folgenden Taufspruch:

„Was Schiffbaukunst und fleißig deutsche Hand aus deutschem Stahl gebaut, es fahr’ getrost zu Meere, auf daß der Deutsche aus dem Binnenland noch inniger mit deutschem Eiland nun verkehre! Die höchste deutsche Frau, die in der Deutschen Herz ein Denkmal sich geschaffen, dauernder als Erz. Die hat den eig’nen Namen huldvollst Dir geweiht; fahr unter deutschem Schutz, geb Gott Dir sein Geleit! Drauf tauf ich Dich "Kaiserin Auguste Victoria"! Fahre wohl! Das Telegramm der Kaiserin zum Stapellauf lautete: Der Gesellschaft sende ich meinen Glück- und Segenswunsch zu dem Stapellauf des nach mir benannten Dampfers. Ich hoffe, daß das Schiff der Gesellschaft stets zur Ehre, Freude und Nutzen gereichen wird - Auguste Victoria, Kaiserin und Königin.“

Das Schiff bediente bis 1951 die Fährverbindung zwischen Langeoog und Bensersiel. Gelegentlich erfolgte der Einsatz auf Ausflugsfahrten zur deutschen Insel Helgoland. Zwischen 1915 und dem Ende des Ersten Weltkrieges wurde es nach Beschlagnahme durch die Kaiserliche Marine als Minensuchboot in der Ostsee eingesetzt. 1951 wurde das Schiff an eine Hamburger Abwrackwerft verkauft und ein Jahr später verschrottet.

## Technik
Die Kaiserin Auguste Victoria verfügte über eine Verbunddampfmaschine mit Oberflächenkondensation mit einer Gesamtleistung von 125 PS. Die Höchstgeschwindigkeit des Schiffs lag bei 10 Knoten.